# The Merry Old Soul
The Merry Old Soul er en animeret kortfilm fra 1933 af Walter Lantz Productions. Filmen er produceret og instrueret af Walter Lantz med Bill Nolan som medinstruktør. Filmen er en del af serien om Kaninen Oswald.
Filmen var nomineret til en Oscar for bedste korte animationsfilm i 1934, men tabte til Disneys De tre små grise.